# 今中大介
今中大介（日语：／ Imanaka Daisuke，1963年7月24日—），广岛县出身，日本男子自行车运动员。他曾代表日本参加1990年亚洲运动会自行车比赛，获得一枚铜牌。退役后成为企业家。